# Le Pas-Saint-l'Homer
Le Pas-Saint-l'Homer é uma comuna francesa na região administrativa da Normandia, no departamento Orne. Estende-se por uma área de 9,6 km². Em 2010 a comuna tinha 132 habitantes (densidade: 13,8 hab./km²).